# Klangprobe (Linguistik)
In der Linguistik werden Klangproben eingesetzt, um Interpretationsmöglichkeiten von geschriebenen Sätzen oder Texten zu überprüfen. Man liest dazu einen schriftlichen Text mit unterschiedlichen Betonungen, von denen jede zu einer eigenen Interpretation führt. Der folgende kurze Satz erhält mit jeder Änderung der Betonung einen anderen Sinn:
- Dér Junge ist krank. (= Ein bestimmter Junge, auf den hingewiesen wird, und nicht ein anderer.)
- Der Júnge ist krank. (= Und nicht etwa ein Mädchen, von dem auch die Rede war.)
- Der Junge íst krank. (= Er ist ganz sicher krank.)
- Der Junge ist kránk. (= Er ist krank und nicht etwa nur schläfrig.)

Auf diese Art und Weise kann man Interpretationsmöglichkeiten systematisch durchspielen und versuchen, diejenige herauszufinden, die womöglich beabsichtigt war oder die man selbst aus einem bestimmten Grund vorzieht.